# コンピューター宇宙
コンピューター宇宙（コンピューターうちゅう）は、日本のお笑いコンビ。太田プロダクション所属。

## メンバー
はっしーはっぴー（本名：橋本 正太〈はしもと しょうた〉1995年4月7日 -（29歳））
ボケ担当。
神奈川県伊勢原市出身、神奈川県立綾瀬高等学校卒業。身長169 cm、体重68 kg。血液型はA型。
趣味は工作、ポケモン、軽トラキャンピングカーでの旅（約13万円で自作）、アニメ鑑賞、サウナ、麻雀、音楽ライブ、WANIMA。
特技はおもちゃ作り、iPhoneケース作り、ワッドボード作り、切り絵、DIY、キャンプ、料理、野球、バンドに詳しい。
事務所の先輩である酒井健太（アルコ&ピース）率いる『酒井軍団』のメンバー。
「あでしゃ」というフレーズを多用している。意味は「ありがとう・出会いに・感謝」を略したものだが、実際には後付けで「ありがとうございました」と発した際の滑舌が悪すぎてあでしゃになった。
現在のコンビ結成以前は「レッドゾーン」、同期のカトウサトシと「三手観音」などのコンビで活動。

ブティックあゆみ（本名：大石 直諒〈おおいし なおあき〉1990年11月14日 -（34歳））
ツッコミ・ネタ作り担当。
和歌山県新宮市出身。身長175 cm、体重95 kg。血液型はO型。
趣味は迷子になる、賞レース1回戦見学、音楽鑑賞（邦楽ロック）、大喜利、ステッカー集め。
特技は大喜利、お笑いに詳しいこと。
大型自動二輪、普通自動車の免許を所持している。
芸人デビュー以前の中学2年頃からハガキ職人「概念覆す」として活動し、素人による大喜利大会で3位の好成績を収めたことをきっかけに芸人の道を選んだ。
かつては松竹芸能所属で、「トーキョーハコクラブ」や「ポタラ」といったコンビを組んでいた。
大喜利のお題を食べたことがある。

## 芸風
コントと漫才を両方行う。
キングオブコント2020・2023では準々決勝進出、M-1グランプリ2021では3回戦進出。

## 出演

### テレビ
- 水曜日のダウンタウン（TBSテレビ） 2019年12月4日[16]、2021年8月18日[17]、2022年1月26日[18][19]・8月10日[6][20]、2023年7月26日 - 1/26以外はっしーはっぴーのみ
- さんまのお笑い向上委員会（2022年4月9日・16日、フジテレビ） - はっしーはっぴーのみ[4]
- ミュージックブレイク 〜TOKYO CALLING TV〜（2022年6月29日 - 10月1日、テレビ東京） - はっしーはっぴーのみ、MC
- アメトーーク!（2022年7月21日(町工場芸人、はっしーはっぴー[21])・2023年8月17日(芸人持ち込み企画プレゼン大会、ブティックあゆみ[22])、テレビ朝日）
- お笑いワイドショー マルコポロリ!（2022年7月17日、関西テレビ） - はっしーはっぴーのみ[5]
- THE CONTEへの道（2022年8月6日、フジテレビ[23]）
- 千鳥のクセがスゴいネタGP（2022年10月27日、フジテレビ）
- ぴったり にちようチャップリン（2023年4月1日深夜、テレビ東京）
- 復活!ウチのガヤがすみません!2時間スペシャル（2023年8月1日、日本テレビ）

### ラジオ
- コンピューター宇宙の銀河系最強なラジオ（AuDee、2020年11月16日）[24]

### WEBテレビ
- ヒロミ・指原の“恋のお世話始めました”（ABEMA、2022年6月2日） - はっしーはっぴーのみ